# Modisimus david
Modisimus david là một loài nhện trong họ Pholcidae. Loài này được phát hiện ở Nicaragua và Panama.